# XXV wiek p.n.e.

XXV wiek p.n.e.

XXVII wiek p.n.e. XXVI wiek p.n.e. XXV wiek p.n.e. XXIV wiek p.n.e. XXIII wiek p.n.e.

## Zmarli
- około 2490 p.n.e. – Chefren, egipski władca z IV dynastii
- około 2471 p.n.e. – Mykerinos, władca egipski z IV dynastii

## Wydarzenia na Świecie
Wydarzenia w Europie
- około 2500 p.n.e. 
  - początek kultury unietyckiej i produkcji brązu w Europie Środkowej
  - w Europie Zachodniej powstaje kultura pucharów dzwonowatych
  - zaczyna się rozwój kultury minojskiej na Krecie
  - najwcześniejszy zapis o wykorzystaniu nart (norweska rzeźba naskalna Człowiek z Rodoy)

Wydarzenia w Azji
- około 2500 p.n.e. 
  - pierwsze narzędzia z brązu w Azji Południowo-Wschodniej
  - Mesanepada zakłada pierwszą dynastię z Ur
  - rozwój kultury Harappa w Indiach
- około 2430 p.n.e. – sumeryjski król Eanatum z Lagasz rozszerza swe panowanie na późniejszą Babilonię

Wydarzenia w Afryce
- około 2500 p.n.e.
  - w rejonie Zatoki Gwinejskiej zaczęły pojawiać się pierwsze neolityczne wynalazki; były to gładzone siekiery i naczynia ceramiczne
  - płaskorzeźba z Sakkary (5 młodzieńców: 4 uprawa biegi, jeden skacze w dal)
- około 2465 p.n.e. – Userkaf rozpoczyna piątą dynastię w Egipcie, za jego rządów Re staje się naczelnym bóstwem państwowym

Wydarzenia w Ameryce
- około 2500 p.n.e. – koniec kultury Saqqaq (południowa Grenlandia)[1]

Wydarzenia w Australii